# Groupe de travail de Göttingen
Le groupe de travail de Göttingen est fondé en Allemagne dans la période d'après-guerre après la Seconde Guerre mondiale en tant que groupe de travail de scientifiques est-allemands. Les professeurs d'université sont des expulsés de la Prusse-Orientale, de la Prusse-Occidentale, de la Poméranie, de la Silésie et de la Nouvelle-Marche.

## Fondation
Le groupe de travail est formé dès 1946 au cours de la guerre froide. Le gouvernement militaire américain commande une expertise sur la frontière Oder-Neisse. Avec la participation de l'historien littéraire Helmut Motekat (de), le groupe de travail est créé en 1948 en tant qu'association de droit civil. Le conseil fondateur est composé non seulement d'universitaires tels que l'expert en droit international Herbert Kraus (de), mais aussi de juristes administratifs. En plus de l'ancien administrateur de l'arrondissement de Mohrungen (de) Wolf von Wrangel (de), l'ancien haut président Wilhelm Kutscher, Götz von Selle et Joachim von Braun (de) sont membres du conseil d'administration. Les premiers présidents sont l'ancien conservateur de l'Université de Königsberg, Friedrich Hoffmann (de) et Herbert Kraus. De nombreux employés de l'ancien Institut du travail oriental allemand (de) de Cracovie ont été impliqués : En 1952, Erhard Riemann (de) publie une ethnologie de la Prusse dans la série de publications du Groupe de travail de Göttingen n° 19. L'éditeur est Heinrich Wolfrum (de) du même institut. Deutsche Gestalter und Ordner im Osten (Posen 1940) de Kurt Lück (de) est rebaptisé Deutsch-polnische Nachbarschaft. Lebensbilder deutscher Helfer in Polen (groupe de travail de Göttingen, publ. n° 178, 1957). Les publications laissent de côté des sujets tels que la lutte frontalière orientale, la propagande de révision de la période de Weimar et la politique d'extermination.
Les conditions de travail restreintes avec des dons hebdomadaires prennent fin en 1950, lorsque le cabinet Adenauer I commence à soutenir le groupe de travail conformément au préambule de la loi fondamentale de la République fédérale d'Allemagne (de). Le groupe de travail se considère comme un observateur critique et un conseiller sur les questions de l'Allemagne et de l'Ostpolitik.
En 1958, le groupe de travail devient une association enregistrée.

## Tâches
Joachim von Braun façonne les activités du groupe de travail de Göttingen. Il veut non seulement faire respecter les droits, mais aussi clarifier les valeurs qui rendraient possible un renouveau de l'État allemand et une résurgence de l'Allemagne avec la participation active de ceux qui ont été expulsés de chez eux. À cette fin, le groupe de travail fait campagne pour que les expulsés soient organisés en associations nationales non partisanes.
Comme le soulignait v. Braun dans un rapport d'activité, l'activité du groupe de travail s'adresse globalement "à toute l'Allemagne et à un nouvel ordre pacifique du monde". Ces principes se sont traduits par la charte des expulsés allemands (de), proclamée le 5 août 1950 à Stuttgart.
Selon l'Ostpolitik et le traité deux plus quatre, depuis 1993, l'association a pour but « la recherche scientifique sur la situation juridique, politique et socio-économique des Allemands en Europe de l'Est ainsi que sur les problèmes de développement de l'Allemagne et de ses Les voisins d'Europe de l'Est et leur coopération dans le cadre paneuropéen". .
De 1951 à 1994, le groupe de travail publie le Jahrbuch der Albertus-Universität zu Königsberg (Pr.). En 1960, il soutient la construction de la résidence étudiante Albertinum à Göttingen.

## Présidents
- 1951-1965 : Herbert Kraus (de)
- 1965-2000 : Boris Meissner (de)
- 2000-2002 : Georg Brunner (de)
- 2003-2012 : Otto Luchterhandt (de)
- depuis 2014 : Gilbert Gornig (de)

Vice-président : Dietrich Rauschning (de), (président d'honneur)

## Publication
- Das Tübinger Memorandum (de) der Acht: Zu seinen außenpolitischen Thesen, 3. Auflage, Göttingen, 1962.